# Římskokatolická farnost Jarošov nad Nežárkou
Římskokatolická farnost Jarošov nad Nežárkou je územním společenstvím římských katolíků v rámci jindřichohradeckého vikariátu českobudějovické diecéze.

## O farnosti

### Historie
Plebánie v Jarošově byla zřízena v roce 1359. Z původního kostela je dodnes zachován presbytář, datovaný do 70. let 14. století, ostatní části kostela jsou barokní z poloviny 18. století.Jako farář zde v 16. století působil náboženský spisovatel a překladatel Tomáš Rešl (1520-1562). V letech 1594–1773 vykonávala patronátní právo vůči jarošovské farnosti jezuitská kolej v Jindřichově Hradci.
Ve 2. polovině 20. století přestala být farnost obsazována sídelním duchovním správcem. Ke dni 1. ledna 2020 byla jarošovská farnost sloučena s farností Nová Včelnice.

### Současnost
Farnost Jarošov nad Nežárkou je součástí kollatury farnosti Jindřichův Hradec a jejím administrátorem ex currendo je jeho milost, otec Ivo Prokop.
| Kostel                     | Místo                | Bohoslužba             | Bohoslužba             | Poznámka            |
| -------------------------- | -------------------- | ---------------------- | ---------------------- | ------------------- |
| Kaple Panny Marie          | Bednárec             | neslouží se pravidelně | neslouží se pravidelně | obecní kaple        |
| Kaple sv. Jana Nepomuckého | Bednáreček           | neslouží se pravidelně | neslouží se pravidelně | obecní kaple        |
| Kostel sv. Prokopa         | Jarošov nad Nežárkou | sobota                 | 16.30                  | bývalý farní kostel |
| Kaple sv. Anny             | Kamenný Malíkov      | neslouží se pravidelně | neslouží se pravidelně | obecní kaple        |